# Ester Elias
Ester Elias Pereira (Brasília, 14 de junho de 1971) é uma atriz e cantora brasileira. 

## Biografia
Ester é caçula de 9 filhos, nasceu em Brasília, onde residem seus pais, Júlio e Doracy Pereira, e 6 de seus irmãos, e a maioria de seus outros parentes. Cresceu em sua cidade natal, e já adulta viveu em cidades como São Paulo, e Rio de Janeiro, onde permanece até hoje. 
Estudou na Escola de Música de Brasília e aperfeiçoou-se em cursos de extensão, inclusive no master class, com a professora cubana Emelina Lopez Morejón. Formou-se em Fonoaudiologia na Universidade Estácio de Sá do Rio de Janeiro.
A cantora soprano-lírico, começou a cantar e corais desde muito jovem. Hoje é professora de canto e integra o Coro Feminino de Brasília. Ocupou oficialmente o posto de regente do Coral da Administração Regional do Lago Sul e do Tribunal Regional do Trabalho em Brasília. 
Ester esteve atuando como solista nos musicais O Fantasma da Ópera (Mrs. Potts), Jesus Christ Superstar (Maria Madalena). E em óperas óperas como Carmina Burana, La Traviata, Colombo e Madama Butterfly, no Réquiem e Missa em Dó Maior (Mozart). E em Cenas Brasileiras  (Elomar), no Projeto Cancioneiro e Lírica. Esteve nos espetáculos Disney Song's, Duet's on Broadway, acompanhada de musicais de Brasília. Apresentou-se na República Tcheca, no X Concurso Internacional de Coros, junto aos corais de Brasília; e ganhou o 1º Prêmio de Melhor Interpretação de Música Contemporânea. 
Como cantora, suas últimas atuações foram nas óperas Carmen e Alzira; e a Sinfonia dos 500 Anos do Brasil. Participa do Coro Lírico do Teatro Nacional para a ópera La Bohéme. Esteve atuando nos musicais "Les Misérables" (Eponine; e interpretando mais seis papéis), "Ópera do Malandro (China Blue; atuando também em Portugal), "Cristal Bacharach" (Estela), "Lado a Lado com Sondheim" (Cantora das músicas de Stephen Sondheim) e "Império"(Maria Leopoldina).E no momento atua em "A Noviça Rebelde" (Freira/Substituta de Maria Rainer), atualmente no Rio de janeiro. 
Apresentou-se em São José (Costa Rica), Buenos Aires (Argentina), Montevideo (Uruguai) e em Riva del Garda (Itália), com o Coro Feminino de Brasília, ganhando 9 prêmios nas categorias Religiosa e Gospel, além do Prêmio Especial de Melhor Interpretação de Música Gospel no concurso In… Canto Sul Garda. Obteve a 3ª colocação nas categorias Coros Eruditos e Folclore, no 3º Concurso Internacional de Coros de Elsenfeld, na Alemanha, como integrante do Coral da Universidade de Brasília.

## Trabalhos

### Teatro Musical
- 2008-2009 - A Noviça Rebelde - Teatro Casagrande no Shopping Leblon - Rio de Janeiro - Personagem: Freira / Maria Reiner.
- 2007 - Império - Teatro Carlos Gomes, no Rio de Janeiro - Personagem: Maria Leopoldina.
- 2006 - Ópera do Malandro(de 10 a 25 de março) - Coliseu dos Recreios, em Lisboa (Portugal); Coliseu do Porto, em Porto (Portugal);  - Personagem: China Blue.
- 2005-2006 - Lado a Lado com Sondheim - Teatro Glória, no Rio de Janeiro.
- 2005 - Ópera do Malandro(de 26 de fevereiro a 8 de maio) - Centro Cultural de Belém, em Lisboa (Portugal); Coliseu dos Recreios, em Lisboa (Portugal); Coliseu do Porto, em Porto (Portugal); Centro de Artes e Espectáculos, em Figueira da Foz (Portugal); Canecão, no Rio de Janeiro. Personagem: China Blue.
- 2005 - Cristal Bacharach - Sala Villa-Lobos do Teatro Nacional Cláudio Santoro, em Brasília - Personagem: Estela / Irina.
- 2004 - Ópera do Malandro(de 22 de julho a 22 de agosto) - Tom Brasil, em São Paulo - Personagem: China Blue.
- 2003-2004 - Ópera do Malandro(de 14 de agosto a 30 de junho) - Teatro Carlos Gomes, no Rio de Janeiro - Personagem: China Blue.
- 2001 - Les Misérables - Teatro Paramount, em São Paulo. Personagem: Eponine.

### Música
- Ópera "La Bohème".
- Sinfonia dos 500 Anos do Brasil.
- Ópera "Alzira"(Giuseppe Verdi).
- Ópera "Carmen"(Georges Bizet).
- XConcurso Internacional de Coros (República Tcheca).
- IIIConcurso Internacional de Coros (Alemanha)
- Espetaculo "Duet's on Broadway".
- Espetáculo "Disney Song's".
- Musical "Cenas Brasileiras"(Elomar) ("Projeto Cancioneiro e Lírica").
- "Missa em Dó Maior "(Mozart).
- "Réquiem"(Mozart)
- Ópera "Madama Butterfly"(Giacomo Puccini)
- Ópera "Colombo"(Carlos Gomes)
- Ópera "La Traviata"(Giuseppe Verdi)
- Ópera "Carmina Burana"(Carl Orff)
- Musical "O Fantasma da Ópera"(Solista)
- Musical "Jesus Christ Superstar", interpretando Maria Madalena (Solista)
- Intérprete das canções de "Leitão, o Filme" e "Winnie the Pooh",  da Walt Disney Pictures

### Outros Trabalhos
- Professora de canto
- Coro Feminino de Brasília
- Coral da Administração do Lago Sul e do TRT(regente)

## Prémios
Concurso de coros em Riva del Garda (Itália):
- 9 prêmios nas categorias: "Religiosa" e "Gospel".
- Prêmio de "Melhor Interpretação de Música Gospel" no concurso "In… Canto Sul Garda"

III Concurso Internacional de Coros (Elsenfeld, Alemanha):
- 3ª colocação nas categorias: "Coros Eruditos" e "Coros Folclore"

X Concurso Internacional de Coros (República Tcheca):
- 1º Prêmio de "Melhor Interpretação de Música Contemporânea"